# Рјабово
Рјабово (рус. Ря́бово) насељено је место са административним статусом варошице (рус. посёлок городского типа) на северозападу европског дела Руске Федерације. Налази се у централном делу Лењинградске области и административно припада Тосњенском рејону.
Према проценама националне статистичке службе за 2015. у вароши је живело 3.402 становника.
Статус насеља урбаног типа, односно варошице носи од 1965. године.

## Географија
Варошица Рјабово налази се у централном делу Тосњенског рејона на око 20 километара југоисточно од рејонског центра, града Тосна, односно на око 83 километра југоисточно од историјског центра града Санкт Петербурга.
Кроз насеље пролази деоница железничке пруге од националног значаја Москва—Санкт-Петербург, а паралелно са железницом пролази и деоница националног аутопута М10 Росија.

## Историја
Село Рјабово у писаним документима по први пут се помиње на карти Сагпетербуршке губерније из 1770. године. Према подацима са Шубертове карте западне Русије из 1844. село Рјабово се састојало од 27 домаћинстава.
Године 1933. село Рјабово је служило као административни центар истоимене руралне општине коју су чинила три села: Жари, Рјабово и Троицки, а на целој општини су живело укупна 1.134 становника.
Село Рјабово је 1965. добило званичан административни статус урбаног насеља у рангу варошице.
Од 2006. варошица је средиште истоимене урбане општине.

## Демографија
Према подацима са пописа становништва 2010. у вароши је живело 3.251 становника, док је према проценама националне статистичке службе за 2015. варошица имала 3.402 становника.
| 1879. | 1959. | 1970. | 1979. | 1989. | 2002. | 2010. | 2015. |
| ----- | ----- | ----- | ----- | ----- | ----- | ----- | ----- |
| 220   | ---   | 4,989 | 4,559 | 3,935 | 3,309 | 3,251 | 3,402 |